# Villa Paradiesstraße 3 (Radebeul)
Die Villa Paradiesstraße 3 liegt im Stadtteil Niederlößnitz der sächsischen Stadt Radebeul. Sie hatte bis vor 2012 die Adresse Meißner Straße 150, auf deren Nordseite sie liegt.

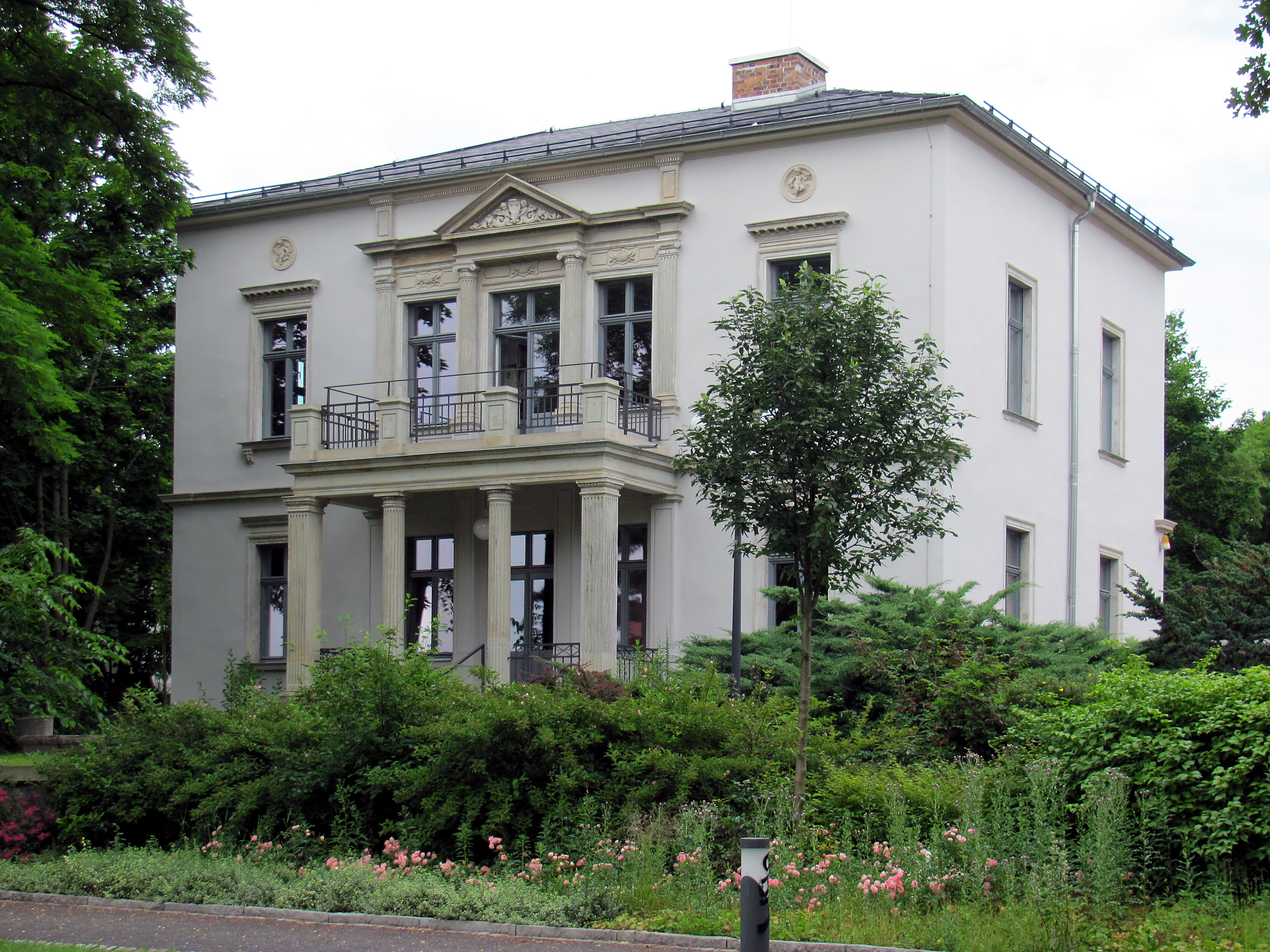
Villa Paradiesstraße 3, von der Meißner Straße aus

## Beschreibung

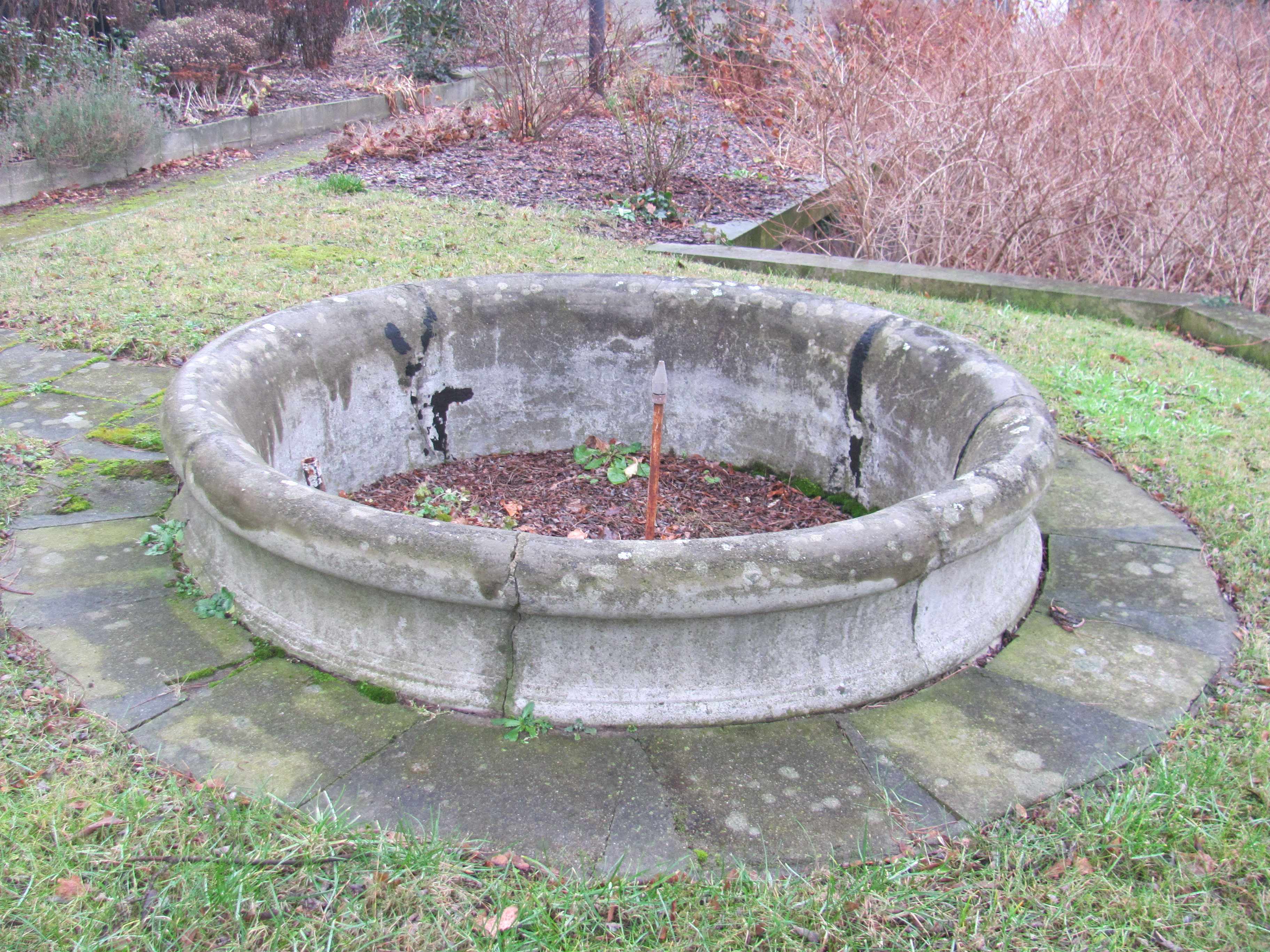
Denkmalgeschützte Brunnenschale

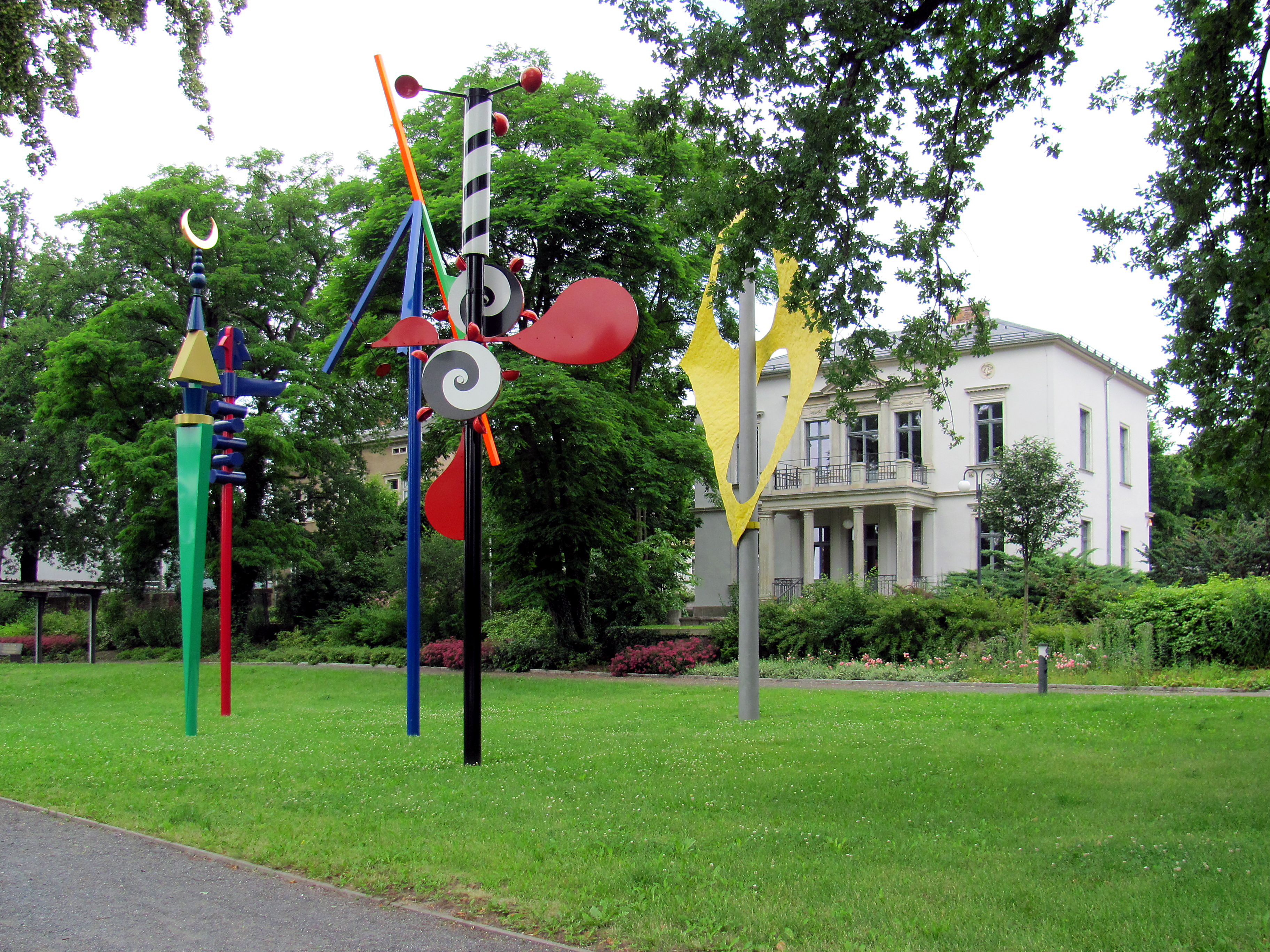
Villa am Skulpturenpark, links die Schuchstraße 2

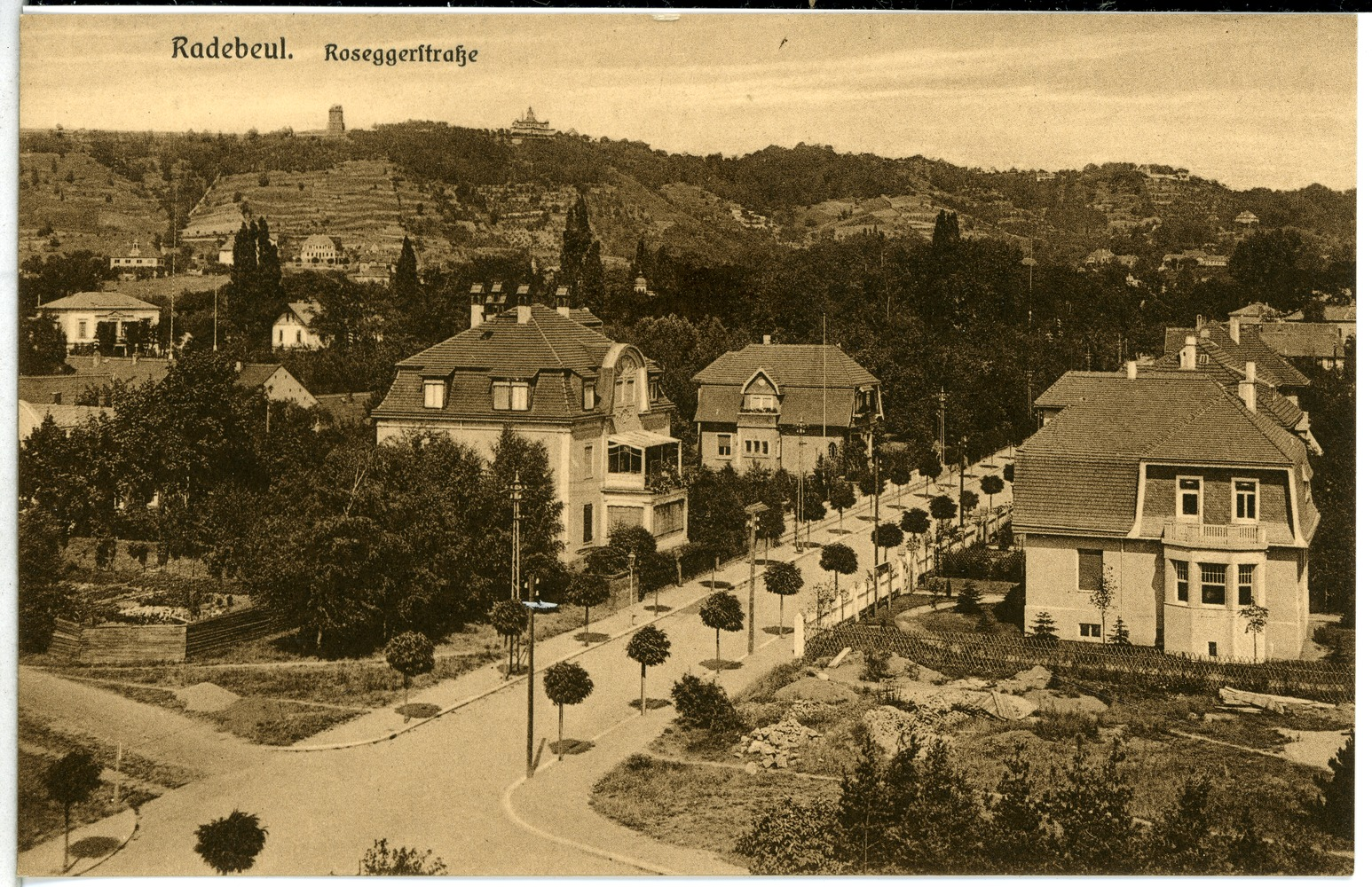
Roseggerstraße (1912) mit Nr. 8 und Nr. 4. Im Hintergrund links steht hiesige Villa, rechts daneben Villa Glückauf; über den beiden steht links die Hoflößnitz. Auf der Bergkante links der Bismarckturm, rechts das Spitzhaus

Die mitsamt Stützmauer und Brunnen unter Denkmalschutz stehende Villa ist ein Neorenaissance-Bau der Dresdner Nicolai-Schule. Das Gebäude liegt leicht oberhalb einer durch eine flache Stützmauer abgegrenzten öffentlichen Parkfläche der Meißner Straße östlich der Landesbühnen Sachsen, dem Skulpturenpark, zwischen dem Landhaus Schuchstraße 2 im Westen und der Villa Glückauf auf der rechten Seite. Diese Parkfläche entstand aus den ursprünglich im Süden vorgelagerten Gärten der drei Villen.
Die ehemalige Villa ist ein symmetrischer Putzbau von fünf zu zwei Fensterachsen. Obenauf sitzt ein flaches Walmdach. Die beiden Längsseiten, die Schauseite zur Meißner Straße sowie die Rückseite des Gebäudes, weisen Gesimse auf, dazu kommen Stuckornamente und aufwendige Sandsteingewände um die Fenster, die von Sohlbänken auf figürlichen Konsolen sowie von geraden Verdachungen, im Obergeschoss mit Konsolfriesen, begleitet werden. Über den beiden äußeren Obergeschossfenstern sind Medaillons mit Figurenmotiv zu sehen.
Vor den drei mittleren Fensterachsen der Schauseite steht ein Altan auf Pfeilern außen und Säulen innen. Vor diesem führt eine Freitreppe zum Garten. Oberhalb des Altans wird der Austritt aus dem Obergeschoss durch ein aufwendiges Sandstein-Drillingsfenster mit mittiger Dreiecksgiebelverdachung gebildet. Dieses ähnelt bis auf die Rechteckfenster dem „Triumphbogenmotiv mit Ädikula“ der Neorenaissance-Villa Gohliser Straße 8.
Vor der Freitreppe zum Garten und noch oberhalb der Bruchstein-Stützmauer liegt die denkmalgeschützte Brunnenschale.

## Geschichte
Im Jahr 1880 gehörte das Anwesen (Niederlößnitz Kat.-Nr. 1D, Dresdnerstraße) einem Rentier H. F. Loeser. Die Villa wurde um 1880 bzw. vor 1894 errichtet.
Im Jahr 1939 befanden sich dort die Nebenstelle Radebeul des Arbeitsamts Dresden, einige Fürsorgestellen und die Schul-Zahnklinik.